# Zdeněk Vyhlídal (fotbalista)
Zdeněk Vyhlídal (* 7. října 1952) je bývalý český fotbalista, záložník.

## Fotbalová kariéra
V československé lize hrál za TJ Vítkovice. Nastoupil v 5 ligových utkáních. Byl členem týmu, který v roce 1981 vybojoval postup do nejvyšší soutěže, ale v ní se již výrazněji neprosadil.

## Ligová bilance
| Ročník                                   | Zápasy | Góly | Klub         |
| ---------------------------------------- | ------ | ---- | ------------ |
| 1. československá fotbalová liga 1981/82 | 5      | 0    | TJ Vítkovice |
| CELKEM                                   | 5      | 0    |              |